# Hoa hậu Hoàn vũ 2021
Hoa hậu Hoàn vũ 2021 là cuộc thi Hoa hậu Hoàn vũ lần thứ 70 được tổ chức tại Universe Dome, Eilat, Israel vào ngày 13 tháng 12 năm 2021. Hoa hậu Hoàn vũ 2020 Andrea Meza đến từ Mexico đã trao lại vương miện cho người kế nhiệm Harnaaz Sandhu  đến từ Ấn Độ. Đây là chiến thắng đầu tiên của Ấn Độ sau 21 năm và là chiến thắng thứ ba của quốc gia này trong lịch sử cuộc thi. Sandhu trở thành người theo đạo Sikh đầu tiên giành được danh hiệu Hoa hậu Hoàn vũ và là thí sinh đầu tiên sinh ra trong thế kỷ 21 giành chiến thắng của một trong cuộc thi sắc đẹp quốc tế lớn nhất thế giới.
Các thí sinh đến từ 80 quốc gia và vùng lãnh thổ cạnh tranh tại cuộc thi năm nay. Cuộc thi có sự trở lại của Steve Harvey với tư cách là người dẫn chương trình. Lần gần đây nhất Harvey giữ vai trò người dẫn chương trình trong cuộc thi Hoa hậu Hoàn vũ 2019. Cheslie Kryst, người đã đăng quang ngôi vị Hoa hậu Mỹ 2019, và Carson Kressley là phóng viên hậu trường. JoJo, Noa Kirel, Harel Skaat, Valerie Hamaty và Narkis đã biểu diễn trong cuộc thi năm nay.
Cuộc thi cũng có sự trở lại của Fox với tư cách là đài truyền hình chính thức của chương trình sau khi vắng mặt trong phiên bản trước. Sự kiện đã được phát sóng cho hàng trăm triệu người xem ở 172 quốc gia. Đây cũng là ấn bản cuối cùng được phát sóng trên mạng truyền hình phát sóng lớn của Mỹ và là ấn bản cuộc thi Hoa hậu Hoàn vũ cuối cùng dưới sự điều hành của WME/IMG.

## Thông tin cuộc thi

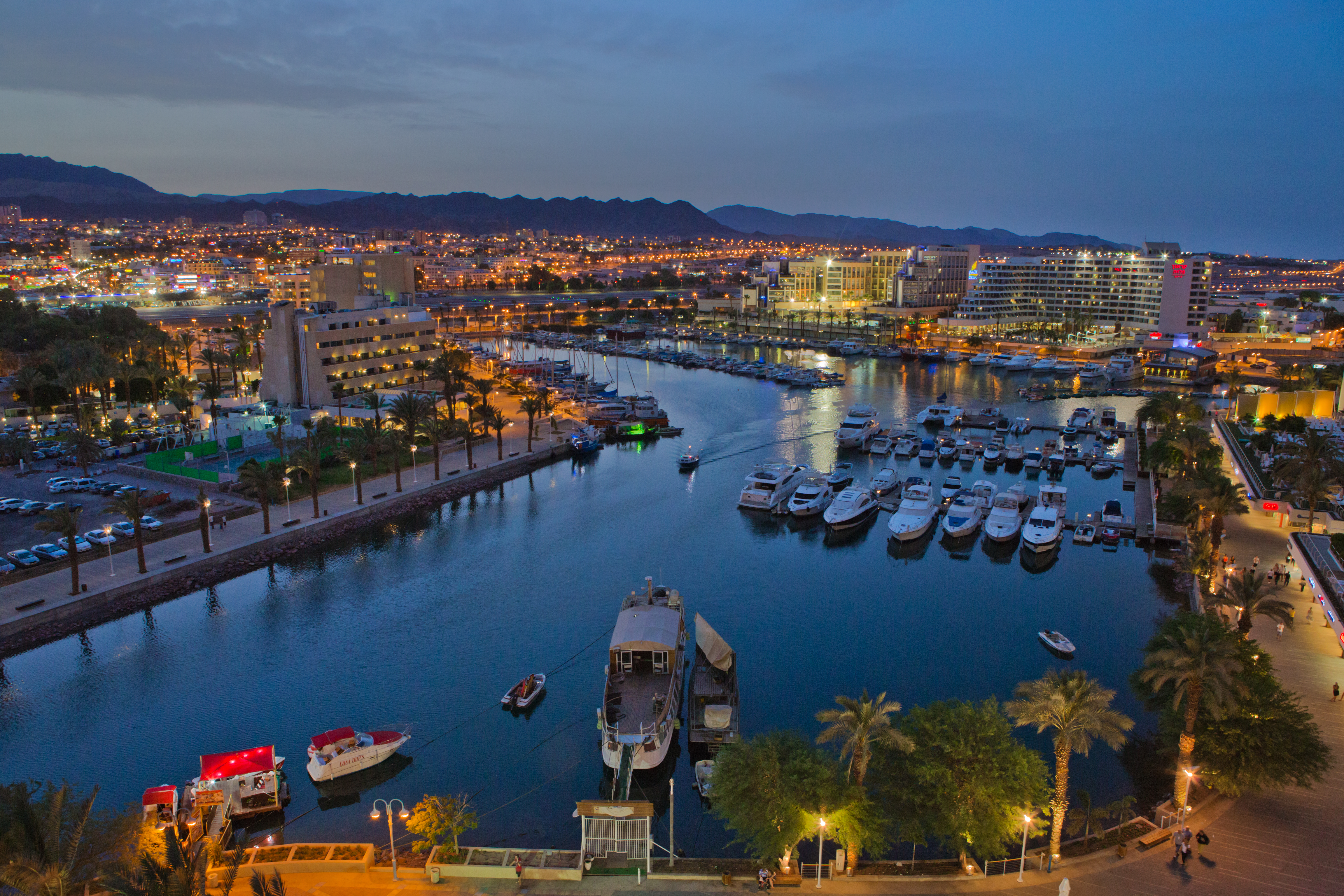
Eilat, Israel, địa điểm tổ chức Hoa hậu Hoàn vũ 2021

### Địa điểm tổ chức
- Tháng 1 năm 2021, có thông tin cho rằng tổ chức Hoa hậu Hoàn vũ (MUO) đang thảo luận về việc sẽ tổ chức cuộc thi tại Costa Rica. Các cuộc thảo luận đã được xác nhận bởi Gustavo Segura, bộ trưởng Bộ Du lịch Costa Rica[7][8].
- Tháng 5 năm 2021, trong một cuộc phỏng vấn với tạp chí People en Español, hoa hậu Andrea Meza đã xác nhận cuộc thi sẽ tổ chức vào cuối năm 2021[9]. Cô cũng thừa nhận rằng triều đại của mình sẽ là một trong những người có nhiệm kỳ ngắn nhất trong lịch sử của cuộc thi[b][10].
- Ngày 20 tháng 7 năm 2021, tổ chức Hoa hậu Hoàn vũ xác nhận cuộc thi sẽ được tổ chức tại Eilat, Israel vào tháng 12 năm 2021[11]. Cuộc thi cũng thông báo Steve Harvey sẽ trở lại trong vai trò là MC trong đêm chung kết Hoa hậu Hoàn vũ 2021.
- Vào ngày 27 tháng 10, tổ chức Hoa hậu Hoàn vũ đã xác nhận cuộc thi sẽ được tổ chức vào ngày 12 tháng 12 (giờ châu Mỹ) tại Universe Dome, một đấu trường được xây dựng tạm thời theo yêu cầu và được nhập khẩu đến Eilat từ Bồ Đào Nha[12][13]. Địa điểm được chọn sẽ hoạt động với sức chứa tối đa (5.000 khán giả) để tránh những lo ngại thận trọng về khả năng bùng phát trở lại của COVID-19, sau khi cuộc thi năm 2020 (tổ chức vào tháng 5 năm 2021) giảm xuống còn 1.750 khán giả (gần một phần tư sức chứa của địa điểm) do đại dịch COVID-19 đang diễn ra trên toàn thế giới.

### Dẫn chương trình và ca sĩ khách mời
- Vào ngày 20 tháng 7 năm 2021, tổ chức Hoa hậu Hoàn vũ xác nhận rằng Steve Harvey sẽ trở lại dẫn chương trình trong ấn bản năm nay. Đây là lần thứ sáu Harvey dẫn chương trình cho cuộc thi, sau khi vắng mặt tại ấn bản năm 2020 của cuộc thi được tổ chức vào tháng 5 cùng năm do những bất ổn với đại dịch COVID-19 đang diễn ra. Vào ngày 27 tháng 10, ca sĩ người Israel Noa Kirel được công bố là khách mời biểu diễn của cuộc thi[12].

## Kết quả

### Xếp hạng
| Kết quả              | Thí sinh |
| -------------------- | --- |
| Hoa hậu Hoàn vũ 2021 | - Ấn Độ – Harnaaz Sandhu |
| Á hậu 1              | - Paraguay – Nadia Ferreira |
| Á hậu 2              | - Nam Phi – Lalela Mswane |
| Top 5                | - Colombia – Valeria Ayos - Philippines – Beatrice Gomez |
| Top 10               | - Aruba – Thessaly Zimmerman - Pháp – Clémence Botino - Puerto Rico – Michelle Colón - Quần đảo Bahamas – Chantel O'Brian - Hoa Kỳ – Elle Smith                                        |

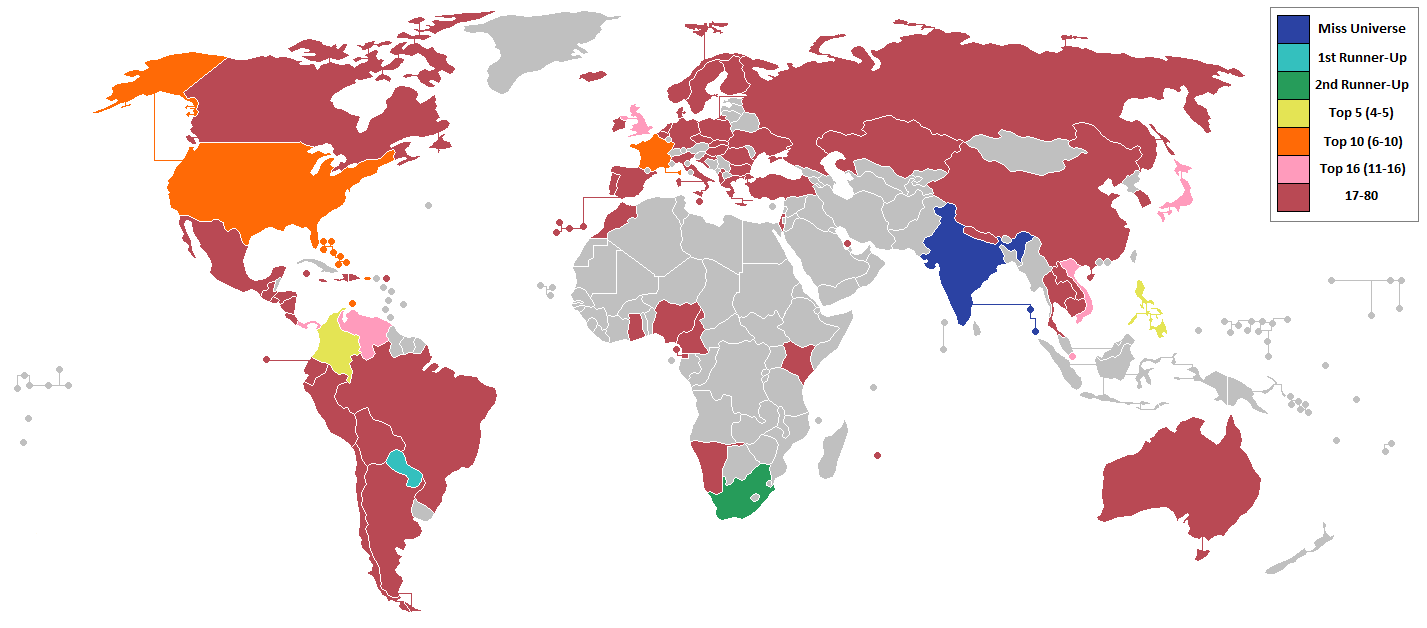
Các quốc gia và lãnh thổ tham gia Hoa hậu Hoàn vũ 2021 và kết quả.

| Top 16               | - Anh Quốc – Emma Rose Collingridge - Nhật Bản – Watanabe Juri - Panama – Brenda Smith - Singapore – Nandita Banna - Venezuela – Luiseth Materán - Việt Nam – Nguyễn Huỳnh Kim Duyên § |

§: Thí sinh được vào thẳng Top 16 do bình chọn từ khán giả.

### Thứ tự gọi tên
| 1. Pháp 2. Colombia 3. Singapore 4. Panama 5. Puerto Rico 6. Quần đảo Bahamas 7. Nhật Bản 8. Anh Quốc 9. Hoa Kỳ 10. Ấn Độ 11. Việt Nam 12. Aruba 13. Paraguay 14. Philippines 15. Venezuela 16. Nam Phi | 1. Paraguay 2. Puerto Rico 3. Hoa Kỳ 4. Ấn Độ 5. Nam Phi 6. Quần đảo Bahamas 7. Philippines 8. Pháp 9. Colombia 10. Aruba | 1. Ấn Độ 2. Nam Phi 3. Paraguay 4. Colombia 5. Philippines | 1. Nam Phi 2. Ấn Độ 3. Paraguay |

## Các giải thưởng đặc biệt
| Giải thưởng                      | Thí sinh                             |
| -------------------------------- | ------------------------------------ |
| Trang phục truyền thống đẹp nhất | - Nigeria – Maristella Okpala        |
| Spirit of Carnival Award         | - Quần đảo Bahamas – Chantel O'Brian |
| Social Impact Award              | - Chile – Antonia Figueroa           |
| Miss Popularity Votes            | - Việt Nam – Nguyễn Huỳnh Kim Duyên  |

## Chương trình

### Hội đồng giám khảo
- Adriana Lima – Người mẫu đến từ Brazil[18][19]
- Adamari López – Nữ diễn viên người Puerto Rico[18][19]
- Iris Mittenaere – Hoa hậu Hoàn vũ 2016 đến từ Pháp[18][19]
- Urvashi Rautela – Nữ diễn viên Ấn Độ và Hoa hậu Hoàn vũ Ấn Độ 2015[18][19]
- Marian Rivera – Nữ diễn viên kiêm người mẫu đến từ Philippines[18][19]
- Rena Sofer – nữ diễn viên người Mỹ (với tư cách giám khảo vòng chung kết)[18][19]
- Cheslie Kryst † – Người dẫn chương trình truyền hình và Hoa hậu Mỹ (Miss USA) 2019 (với tư cách giám khảo vòng bán kết)[18][19]
- Rina Mor – Hoa hậu Hoàn vũ 1976 đến từ Israel (với tư cách giám khảo vòng bán kết)[18][19]

## Thí sinh tham gia
Cuộc thi có tổng cộng 80 thí sinh tham gia:
| Quốc gia/ Vùng lãnh thổ | Thí sinh                   | Tuổi | Quê quán           |
| ----------------------- | -------------------------- | ---- | ------------------ |
| Albania                 | Ina Dajci                  | 27   | Tirana             |
| Argentina               | Julieta García             | 22   | Bahia Blanca       |
| Armenia                 | Nane Avetisyan             | 24   | Yerevan            |
| Aruba                   | Thessaly Zimmerman         | 26   | Oranjestad         |
| Úc                      | Daria Varlamova            | 26   | Melbourne          |
| Bahrain                 | Manar Nadeem Deyani        | 25   | Riffa              |
| Bỉ                      | Kedist Deltour             | 24   | Nazareth           |
| Bolivia                 | Nahemi Uequin Antelo       | 20   | Santa Cruz         |
| Brazil                  | Teresa Santos              | 23   | Maranguape         |
| Quần đảo Virgin (Anh)   | Xaria Penn                 | 18   | Tortola            |
| Bulgaria                | Elena Danova               | 21   | Krichim            |
| Campuchia               | Ngin Marady                | 22   | Phnôm Pênh         |
| Cameroon                | Akomo Minkata              | 25   | Yaoundé            |
| Canada                  | Tamara Jemuovic            | 28   | Ontario            |
| Quần đảo Cayman         | Georgina Kerford           | 18   | George             |
| Chile                   | Antonia Cristal Figueroa   | 26   | Coquimbo           |
| Trung Quốc              | Shi Yin Yang               | 20   | Bắc Kinh           |
| Colombia                | Valeria Ayos               | 27   | Cartagena          |
| Costa Rica              | Valeria Rees               | 28   | Heredia            |
| Croatia                 | Ora Ivanišević             | 20   | Dubrovnik          |
| Curaçao                 | Shariëngela Cijntje        | 27   | Willemstad         |
| Cộng hòa Séc            | Karolína Kokešová          | 25   | Brno               |
| Đan Mạch                | Sara Langtved              | 26   | Copenhagen         |
| Cộng hòa Dominican      | Debbie Aflaho              | 27   | Azua de Compostela |
| Ecuador                 | Susy Sacoto                | 24   | Portoviejo         |
| El Salvador             | Alejandra Gavidia          | 25   | San Salvador       |
| Guinea Xích Đạo         | Martina Mituy              | 19   | Ebibeyin           |
| Phần Lan                | Essi Unkuri                | 23   | Vaasa              |
| Pháp                    | Clémence Botino            | 24   | Baie-Mahault       |
| Đức                     | Hannah Seifer              | 19   | Düsseldorf         |
| Ghana                   | Naa Morkor Commodore       | 26   | Accra              |
| Anh Quốc                | Emma Rose Collingridge     | 23   | Suffolk            |
| Hy Lạp                  | Sofia Arapogiani           | 22   | Ithaki             |
| Guatemala               | Dannia Guevara             | 24   | Ayutla             |
| Haiti                   | Pascale Bélony             | 27   | Cap-Haïtien        |
| Honduras                | Rose Meléndez              | 27   | Limón              |
| Hungary                 | Jázmin Viktória Elizabeth  | 20   | Budapest           |
| Iceland                 | Elísa Gróa Steinþórsdóttir | 22   | Garðabær           |
| Ấn Độ                   | Harnaaz Kaur Sandhu        | 21   | Chandigarh         |
| Ireland                 | Katharine Sara Walker      | 26   | Belfast            |
| Israel                  | Noa Cochva                 | 22   | Bnei Atarot        |
| Ý                       | Caterina Di Fuccia         | 23   | Marcianise         |
| Jamaica                 | Daena Soares               | 26   | Central            |
| Nhật Bản                | Watanabe Juri              | 25   | Tokyo              |
| Kazakhstan              | Aziza Tokashova            | 27   | Almaty             |
| Kenya                   | Roshanara Ebrahim          | 28   | Nairobi            |
| Hàn Quốc                | Jisu Kim                   | 23   | Seoul              |
| Kosovo                  | Tuti Sejdiu                | 19   | Gjilan             |
| Lào                     | Tonkham Phonchanhueang     | 26   | Viêng Chăn         |
| Malta                   | Jade Cini                  | 26   | Valletta           |
| Maroc                   | Kawtar Benhalima           | 22   | Casablanca         |
| Mauritius               | Anne Murielle Ravina       | 26   | Rodrigues          |
| Mexico                  | Débora Hallal              | 25   | Los Mochis         |
| Namibia                 | Chelsi Shikongo            | 24   | Walvis Bay         |
| Nepal                   | Sujita Basnet              | 28   | Kathmandu          |
| Hà Lan                  | Julia Sinning              | 24   | Amsterdam          |
| Nicaragua               | Allison Wassmer            | 26   | Managua            |
| Nigeria                 | Maristella Okpala          | 28   | Anambra            |
| Na Uy                   | Nora Emilie Nakken         | 23   | Trondheim          |
| Panama                  | Brenda Smith               | 26   | Panama Central     |
| Paraguay                | Nadia Ferreira             | 22   | Villarrica         |
| Peru                    | Yely Rivera                | 27   | Arequipa           |
| Philippines             | Beatrice Gomez             | 26   | Thành phố Cebu     |
| Ba Lan                  | Agata Wdowiak              | 25   | Łódź               |
| Bồ Đào Nha              | Oricia Domínguez           | 27   | Madrid             |
| Puerto Rico             | Michelle Colón             | 21   | Loíza              |
| Romania                 | Carmina Olimpia Coftas     | 21   | Târgu Mureș        |
| Nga                     | Ralina Arabova             | 22   | Kazan              |
| Slovakia                | Veronika Scepankova        | 26   | Bratislava         |
| Singapore               | Nandita Banna              | 21   | Singapore          |
| Nam Phi                 | Lalela Mswane              | 24   | KwaZulu-Natal      |
| Tây Ban Nha             | Sarah Loinaz               | 23   | San Sebastián      |
| Thụy Điển               | Moa Sandberg               | 25   | Stockholm          |
| Thái Lan                | Anchilee Scott-Kemmis      | 22   | Chachoengsao       |
| Quần đảo Bahamas        | Chantel O'Brian            | 27   | Nassau             |
| Thổ Nhĩ Kỳ              | Cemrenaz Turhan            | 23   | Istanbul           |
| Ukraine                 | Anna Neplyah               | 27   | Dnipro             |
| Hoa Kỳ                  | Elle Smith                 | 23   | Kentucky           |
| Venezuela               | Luiseth Materán            | 25   | Los Teques         |
| Việt Nam                | Nguyễn Huỳnh Kim Duyên     | 26   | Cần Thơ            |

## Chú ý

### Lần đầu tham gia
- Bahrain

### Trở lại
- Lần cuối tham gia vào năm 1978:
  -  Ma Rốc
- Lần cuối tham gia vào năm 2018:
  -  Hy Lạp
  -  Guatemala
  -  Hungary
- Lần cuối tham gia vào năm 2019:
  -  Guinea Xích Đạo
  -  Đức
  -  Kenya
  -  Namibia
  -  Nigeria
  -  Thụy Điển
  -  Thổ Nhĩ Kỳ

### Chỉ định
- Argentina – Julieta García được chỉ định là "Hoa hậu Hoàn vũ Argentina 2021". Cô là Á hậu 1 Hoa hậu Hoàn vũ Argentina 2019.
- Bahrain – Manar Nadeem Deyani được chỉ định là "Hoa hậu Hoàn vũ Bahrain 2021". Cô là một nhà thiết kế thời trang.
- Canada – Tamara Jemuovic được chỉ định là "Hoa hậu Hoàn vũ Canada 2021". Cô là Á hậu 1 Hoa hậu Hoàn vũ Canada 2020.
- Cameroon – Akomo Minkata được chỉ định là "Hoa hậu Hoàn vũ Cameroon 2021". Cô là Hoa hậu Cameroon 2017.
- Costa Rica – Valeria Rees được chỉ định là "Hoa hậu Hoàn vũ Costa Rica 2021". Cô là Á hậu 1 Hoa hậu Costa Rica 2020.
- Cộng hòa Séc – Karolína Kokešová được chỉ định là "Hoa hậu Hoàn vũ Cộng hòa Séc 2021". Cô là Á hậu 2 Hoa hậu Česká 2019 và Hoa hậu Toàn cầu 2019.
- Đan Mạch – Sara Langtved được chỉ định là "Hoa hậu Hoàn vũ Đan Mạch 2021". Cô là Hoa hậu Trái Đất Đan Mạch 2019.
- Đức – Hannah Seifer được chỉ định là "Hoa hậu Hoàn vũ Đức 2021" từ đơn vị nắm giữ bản quyền mới sau một năm bỏ ghế trống ở năm 2020.
- Ghana – Naa Morkor Commodore được chỉ định là "Hoa hậu Hoàn vũ Ghana 2021". Cô là Á hậu 2 Hoa hậu Hoàn vũ Ghana 2018.
- Hy Lạp – Sofia Arapogiani được chỉ định trở thành đại diện tại cuộc thi.
- Guatemala – Dannia Guevara được chỉ định là "Hoa hậu Hoàn vũ Guatemala 2021". Cô là Hoa hậu Hòa bình Guatemala 2019.
- Kazakhstan – Aziza Tokashova được chỉ định là "Hoa hậu Hoàn vũ Kazakhstan 2021". Cô là Hoa hậu Liên lục địa Kazakhstan 2018.
- Mauritius – Anne Murielle Ravina được chỉ định là "Hoa hậu Hoàn vũ Mauritius 2021". Cô là Hoa hậu Mauritius 2017.
- Mexico – Débora Hallal được chỉ định là "Hoa hậu Hoàn vũ Mexico 2021". Cô là Á hậu 1 Hoa hậu Hoàn vũ México 2020.
- Paraguay – Nadia Ferreira được chỉ định là "Hoa hậu Hoàn vũ Paraguay 2021". Cô là Hoa hậu Thiếu niên Hoàn vũ Paraguay 2015 và là một siêu mẫu nổi tiếng tại Paraguay.
- Nga – Ralina Arabova được chỉ định là "Hoa hậu Hoàn vũ Nga 2021". Cô là Á hậu 2 Hoa hậu Nga 2019.
- Slovakia – Veronika Scepankova được chỉ định là "Hoa hậu Hoàn vũ Slovakia 2021". Cô hiện là một người mẫu.
- Venezuela – Luiseth Materán được chỉ định là "Hoa hậu Hoàn vũ Venezuela 2021". Cô từng lọt vào Top 5 Hoa hậu Venezuela 2020.
- Việt Nam – Nguyễn Huỳnh Kim Duyên được chỉ định là "Hoa hậu Hoàn vũ Việt Nam 2021". Cô là Á hậu 1 Hoa hậu Hoàn vũ Việt Nam 2019.

### Thay thế
- Cộng hòa Dominican – Debbie Aflaho được chỉ định trở thành đại diện mới tại cuộc thi sau khi người chiến thắng ban đầu là Andreína Martinez không may có kết quả xét nghiệm dương tính với Covid-19 và sau đó Andreína Martinez được chỉ định tham gia vào năm 2022. Cô là Á hậu 1 Hoa hậu Hoàn vũ Cộng hòa Dominican 2021[98].
- Pháp – Clémence Botino được chỉ định là "Hoa hậu Hoàn vũ Pháp 2021". Cô là Hoa hậu Pháp 2020. Botino đã được trao vương miện Hoa hậu Pháp 2020 và dự kiến sẽ thi đấu tại Hoa hậu Hoàn vũ 2020, nhưng do xung đột về ngày tổ chức giữa hai cuộc thi Hoa hậu Hoàn vũ 2021 và Hoa hậu Pháp 2022 vào tháng 12 năm 2021. Cô được thay thế bởi Hoa hậu Pháp 2021 Amandine Petit[99].
- Ma Rốc – Kawtar Benhalima được chỉ định trở thành đại diện Maroc tại cuộc thi sau khi người chiến thắng ban đầu là Fatima-Zahra Khayat gặp phải một sự cố tai nạn. Cô là Á hậu 1 Hoa hậu Hoàn vũ Maroc 2021[100].

### Bỏ cuộc
- Barbados
- Belize
- Indonesia
- Malaysia
- Myanmar
- Uruguay

### Sự cố tại cuộc thi
- Pháp – Clémence Botino sau khi đến nơi đã có kết quả xét nghiệm dương tính với COVID-19 và được đưa đến cách ly tại một khách sạn của chính phủ[101]. Cô ấy đã được tiêm phòng đầy đủ và đã được cách ly 10 ngày trước khi tiếp tục tham gia cuộc thi[102].
- Nam Phi – Lalela Mswane, đạt được vị trí Á hậu 2 tại cuộc thi, trước đó được yêu cầu không tham gia do cuộc thi được tổ chức ở Israel. Trên thực tế, cô đã từ chối tẩy chay cuộc thi bất chấp áp lực mạnh mẽ từ chính phủ Nam Phi. Chính phủ đã rút lại sự ủng hộ của họ sau nhiều nỗ lực thuyết phục Mswane và các nhà tài trợ của Nam Phi rút khỏi cuộc thi. Bộ trưởng Bộ Nghệ thuật, Thể thao và Văn hóa - Nathi Mthethwa tuyên bố rằng chính phủ từ chối tiếp nhận với cuộc thi vì "những hành động tàn bạo của Israel đối với người Palestine đã được báo cáo."[103][104][105].